# Hrutkov
Hrutkov (německy Ruttenschlag) je malá vesnice, část obce Hospříz v okrese Jindřichův Hradec v Jihočeském kraji. Nachází se asi 2,5 kilometru jihozápadně od Hospříze. Hrutkov je také název katastrálního území o rozloze 2,91 km².

## Historie
První písemná zmínka o vesnici pochází z roku 1485. V roce 1938 zde žilo 151 obyvatel. V letech 1938 až 1945 byla ves v důsledku uzavření Mnichovské dohody přičleněna k nacistickému Německu.

## Obyvatelstvo
| Rok            | 1869 | 1880 | 1890 | 1900 | 1910 | 1921 | 1930 | 1950 | 1961 | 1970 | 1980 | 1991 | 2001 | 2011 | 2021 |
| -------------- | ---- | ---- | ---- | ---- | ---- | ---- | ---- | ---- | ---- | ---- | ---- | ---- | ---- | ---- | ---- |
| Počet obyvatel | 203  | 177  | 167  | 139  | 135  | 152  | 151  | 111  | 112  | 86   | 41   | 22   | 33   | 44   | 31   |
| Počet domů     | 36   | 37   | 38   | 32   | 31   | 29   | 30   | 28   | 24   | 22   | 15   | 24   | 26   | 26   | 25   |

## Obecní správa
Při sčítání lidu v letech 1850–1963 Hrutkov byl samostatnou obcí v okrese Jindřichův Hradec. Od roku 1964 je částí obce Hospříz v okrese Jindřichův Hradec.

## Osobnosti
Narodil se tu českoněmecký agrární politik Martin Soukup (1853–1934), na počátku 20. století poslanec Říšské rady.

## Galerie

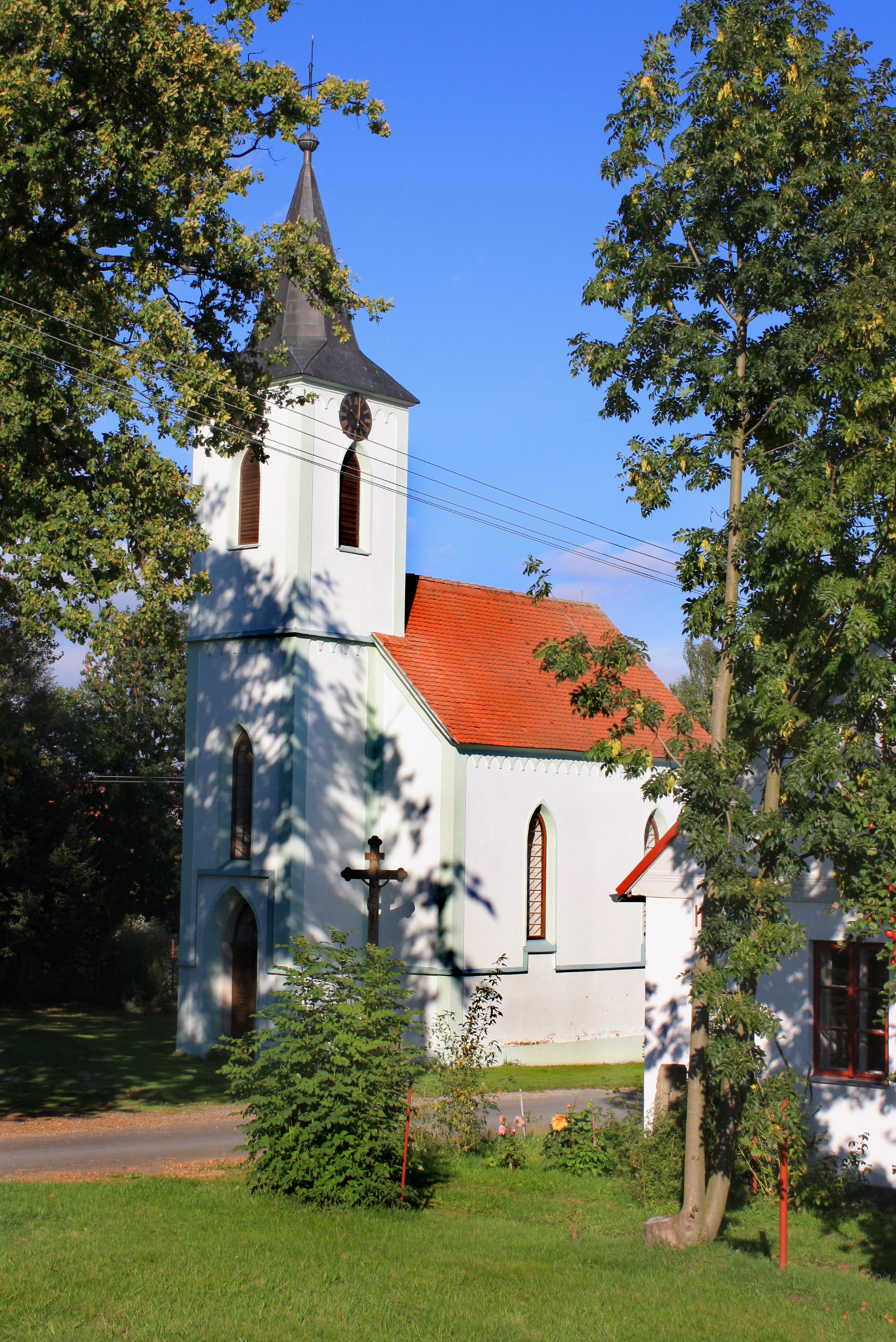
Kostelík
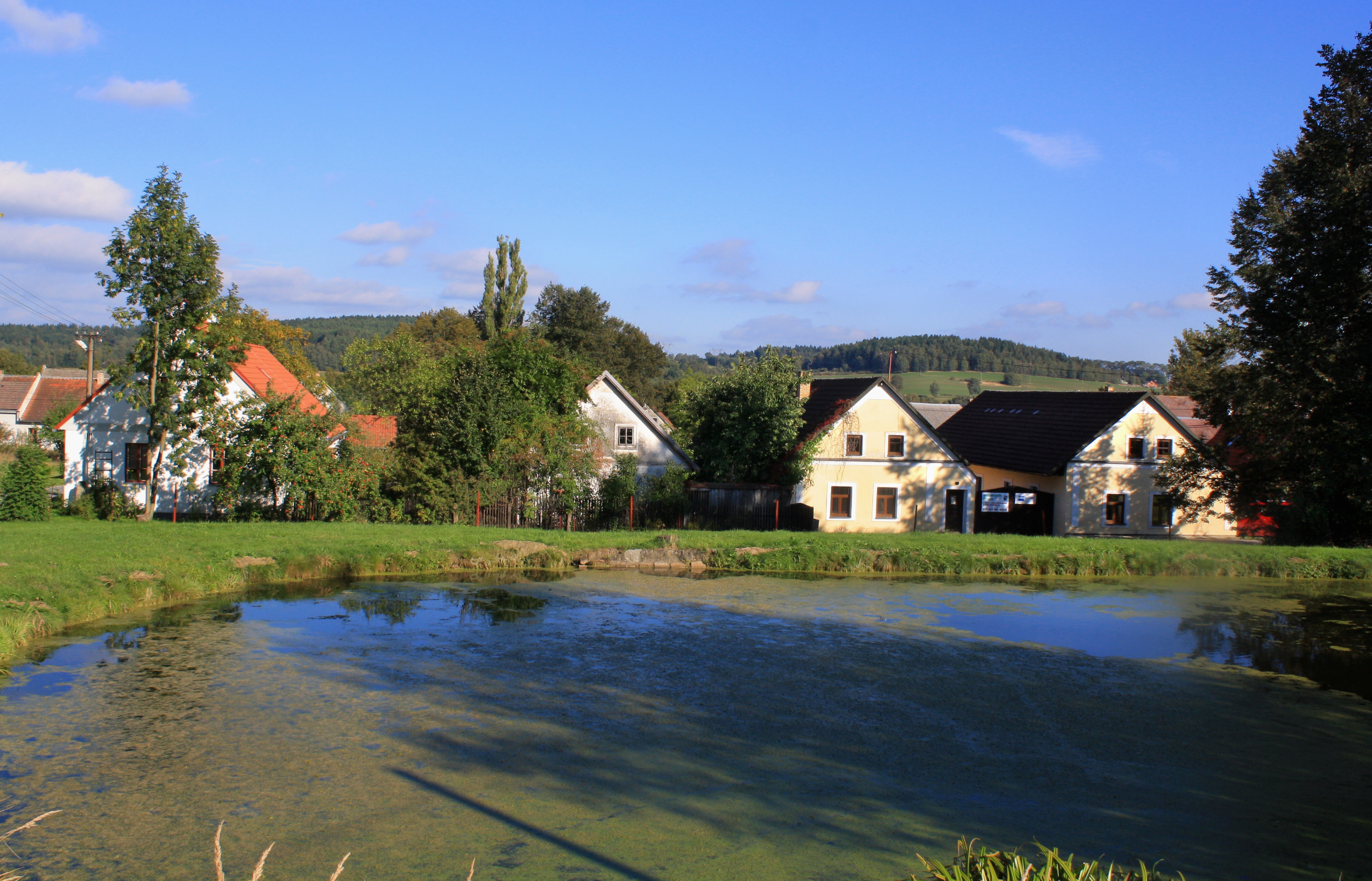
Střední část vesnice mezi rybníky
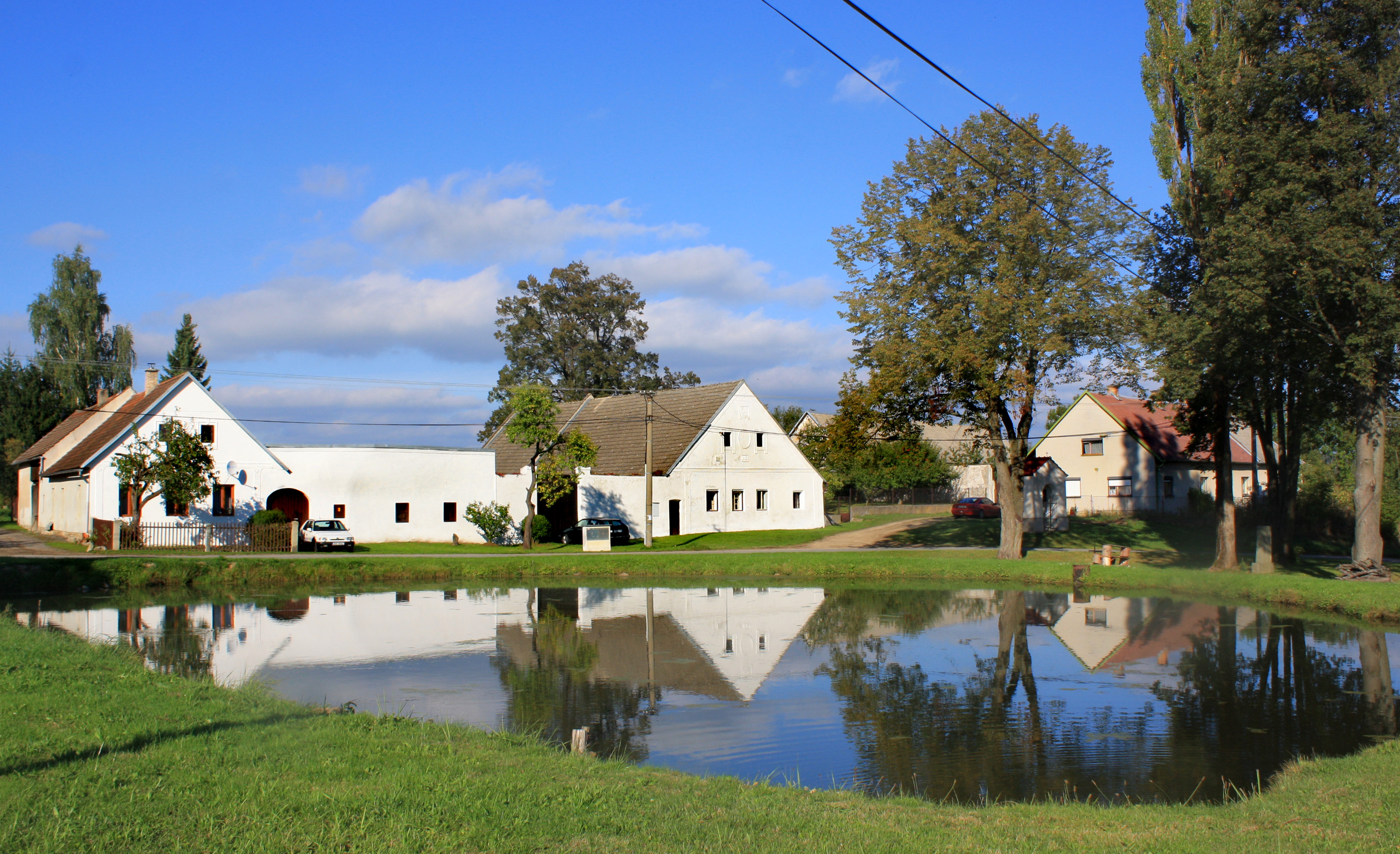
Dolní část vesnice